# Грамматчиков, Василий Николаевич
Василий Николаевич Грамматчиков (1864, Екатеринбург, Пермская губерния — 1938, Харбин) — горный инженер, депутат Государственной думы I созыва от Пермской губернии.

## Биография
Русский дворянин. Пятое поколение династии уральских горных инженеров. Родился в семье Николая Александровича Грамматчикова (1832—?) и Александры Васильевны урождённой Романовой (по другим сведениям Романовской). Окончил реальное училище. В 1887 году — выпускник Горного института в Санкт-Петербурге. Горный инженер. С конца 1880-х годов — управляющий Кизеловским заводом, в 1891 году стал заведующим горной частью Кизеловского горного округа и управляющим Кизеловскими каменноугольными шахтами княгини Е. Х. Абамелек-Лазаревой, вдовы С. Д. Абамелик-Лазарева. С 1890 по 1906 год — председатель кизеловского общества потребителей, одновременно член попечительского совета Соликамской женской прогимназии. В 1899 году во время Уральской экспедиции Д. И. Менделеева организовал визит Д. И. Менделеева в Кизел, на Кизеловский завод, Кизеловские копи. С 1901 года коллежский советник. По некоторым сведениям входил в Торгово-промышленную партию, однако сообщалось, что от этой партии в Думу прошёл только один кандидат — В. С. Баршев.
15 апреля 1906 года избран в Государственную думу I созыва от общего состава выборщиков Пермского губернского избирательного собрания. Вошёл в состав группы Партии демократических реформ (4 депутата). Член Аграрной комиссии. Настаивал на немедленном рассмотрении законопроекта «Об отмене смертной казни».
С 1906 по 1917 год управляющий Кизеловским горным округом князя С. С. Абамелек-Лазарева, сына Е. Х. Абамелек-Лазаревой. В 1909 году снял план Кизело-Виашерской пещеры. С 1909 по 1917 год был гласным Соликамского уездного и Пермского губернского земских собраний. Назначен Пермским губернским комиссаром Временного правительства. В ноябре 1917 года избран директором правления «Приуральского лесопромышленного, технического и строительного акционерного общества».
В декабре 1917 года выехал с большевиками (по некоторым сведениям «насильно эвакуирован») на Воткинский завод, там занимался строительством электростанции. В апреле 1919 года смог вернуться в Пермь, занятую колчаковцами, приступил к своим обязанностям, вступив в правление предприятиями князя С. С. Абамелек-Лазарева.
С уходом колчаковских войск из Перми эмигрировал в Харбин, работал там горным инженером.
Начиная с 1931 года из-за тяжёлой болезни не вставал с постели.

## Семья
- Сестра — Елизавета (1859—?)[2]
- Брат — Николай (1862—1913)[2]
- Сестра — Мария (1868—?)[2]
- Сестра — Лидия (1873—?)[2]
- Жена — Людмила Фёдоровна Грамматчикова (Кони)
  - Сын — Николай Васильевич Грамматчиков (1908—1988), эмигрировал вместе с отцом. В Харбине окончил Политехнический институт. В 1934—1935 годах участвовал в южной фазе экспедиции Н. К. Рериха. Работал главным инженером механического отдела Мулинских угольных шахт. В 1954 году вернулся в СССР, где был главным энергетиком угольной шахты в Черногорске (Хакасия)[8].

## Награды
За свои достижения был неоднократно награждён:
- 1896 — орден Святого Станислава III степени;
- 1902 — орден Святой Анны III степени;
- 1909 — орден Святого Станислава II степени.

## Интересный факт
Н. К. Рерих, познакомившись с В. Н. Грамматчиковым в 1934 году, посвятил ему два очерка — «Семидесятилетие» (1935) и «Славный уход» (1938).